# NGC 6557
NGC 6557 é uma galáxia lenticular (S0) localizada na direcção da constelação de Octans. Possui uma declinação de -76° 34' 58" e uma ascensão recta de 18 horas, 21 minutos e 24,7 segundos.
A galáxia NGC 6557 foi descoberta em 30 de Junho de 1835 por John Herschel.